# Észak-Korea mezőgazdasága
A koreai háború után romokban heverő mezőgazdaság fellendítése rendkívül nehéz feladat volt. Az ország csekély természeti forrásai korlátolták a mezőgazdasági növekedést. Az éghajlat, a terepviszonyok a termőföld minősége nem megfelelő a gazdálkodásos életmódhoz. Az összterület mindössze 18%-a, azaz 22 000 négyzetkilométer művelhető, mivel az ország nagy része egyenetlen, hegyes vidék. A csapadékmennyiség régiónként és évszakonként szabálytalanul váltakozik. Észak-Korea nagy részében az éves csapadék fele a három nyári hónapban hullik. Az időjárás nagyban függ a tengerszint feletti magasságtól is. A 400 méter felett fekvő területek a kevés csapadék és a terméketlen talaj miatt a legeltetésen kívül alkalmatlanok bármilyen mezőgazdasági kihasználásra. Az előbb felsorolt tényezők kedveznek a rizstermesztésnek a melegebb, öntöző- és árvízvédelmi rendszerekkel felszerelt területeken. Ahol azonban ezek hiányoznak ezen feltételek, a gazdálkodók kénytelenek az országban közkedvelt rizst gabonafélékkel és más növényekkel helyettesíteni.
A gazdálkodás a három nyugati tengerparti tartományban összpontosul, ahol hosszabb a tenyészidő, kedvező a terület magassága, a csapadék egyenletes eloszlása és a jó minőségű termőtalaj kedvezően hat a mezőgazdaságra. A keleti parton szintén egy hasonlóan alkalmas, keskeny öv fut végig a három keleti régióban. A belső tartományok azonban túl hegyesek, hidegek és szárazak a gazdálkodáshoz. Ezek a hegyek tartalmazzák Észak-Korea fakészleteinek nagy részét, a csúcsok lábánál pedig haszonállatok legeltetése és gyümölcsfák termesztése folyik.
Mivel a dzsucse, az állam hivatalos ideológiája az önellátáson alapul, az ország mezőgazdaságának a teljes lakosságot el kell látnia. A kormány egyik célja a városi és a vidéki rétegek közti különbségek csökkentése, ami a mezőgazdaság folyamatos fejlesztését igényli. Az ország stabilitása egy folyamatos ütemben növekedő mezőgazdasági termeléstől és egy jól átgondolt árszabályozási rendszertől függ.
Az észak-koreai mezőgazdasággal legátfogóbban foglalkozó mű Kim Ir Szen Szocialista Agrárkérdés Országunkban című könyve, amelyben az író a kormány lehetőségeit feszegeti a mezőgazdaság terén. Kim alkotásában kihangsúlyozta a vidék technológiai és oktatásügyi fejlesztésének fontosságát, a köztulajdon és a közös vezetés kialakításának elkerülhetetlenségét. Az iparosítással 1945-ről 1990-re 63,5%-ról 26,8%-ra csökkentek a mezőgazdaságból származó bevételek. A foglalkoztatottak száma is csökkent: 1960 és 1989 között 23%-kal.
- Legfontosabb termesztett növények: rizs, kukorica, burgonya, kölesfélék, árpa, búza, szója, dohány
- Legfontosabb tenyésztett állatok: sertés, szarvasmarha, juh, kecske, selyemhernyó

## Erdészet
Észak-Korea erdejei bővelkednek fákban és más növényfélékben. A legjelentősebb fafélék a vörösfenyő, a nyír, a tölgy, az éger, az erdei fenyő és a lucfenyő. A japán megszállás utolsó éveiben és a koreai háború alatt a fakészletek nagysága jelentősen megcsappant. Az első hétéves terv alatt 914 ezer hektárt ültettek újra, azonban az 1970-es évekre a fatelepítés mértéke csökkent. Az 1990-es évek elején már 9,4 millió hektár, azaz az összterület csaknem 80%-a erdő volt. Ezen tartalékok 70%-a a hegyes Hamgjong tartományokban, valamint a Janggang és Csagang provinciákban volt található.
1977-ben a összes kitermelt fa 600 ezer köbméter térfogatú volt, csaknem változatlan mennyiségű, mint az 1960-as években. 1987-ben a fakitermelés az ötszörösére nőtt.